# Koprivnica (Novi Pazar)
Koprivnica (Servisch cyrillisch Копривница) is een plaats in de Servische gemeente Novi Pazar. De plaats telt 12 inwoners (2002).